# Pedro Virgilio Rocha
Pedro Virgilio Rocha Franchetti (Salto, 3 de desembre de 1942 − São Paulo, 2 de desembre de 2013) va ser un futbolista uruguaià dels anys 1960 i 1970.

## Trajectòria
Fou internacional amb la selecció d'Uruguai en 52 partits entre 1961 i 1974. Participà en quatre Mundials consecutius: 1962, 1966, 1970 i 1974. També jugà la Copa Amèrica de futbol de 1967.
Pel que fa a clubs, destacà principalment a dos equips, el CA Peñarol i el São Paulo Futebol Clube de Brasil. A la seva etapa a Peñarol guanyà vuit campionats uruguaians de 1959 a 1962, 1964, 1965, 1967 i 1968), a més de tres copes Libertadores (1960, 1961 i 1966), una Copa Intercontinental de futbol el 1966 i dos copes Competencia d'Uruguai els anys 1964 i 1967.
El 1970 fitxà pel São Paulo, club on guanyà el Campionat paulista els anys 1971 i 1975. Fou màxim golejador del campionat brasiler de futbol el 1972. L'any 1977 guanyà la lliga brasilera de futbol per primer cop a la història del São Paulo.
Més tard jugà a Coritiba, on guanyà el Campionat paranaense, Palmeiras i Bangu al Brasil. El seu darrer club fou Monterrey a Mèxic el 1980.
Entrenà el club japonès de la J. League Kyoto Purple Sanga l'any 1997.